# Ksenon dioksid
Ksenon dioksid, ili ksenon(IV) oksid, je jedinjenje ksenona i kiseonika sa formulom XeO2 koje je sintetizovano 2011. Sintetizuje se na 0 °C (32 °F; 273 K) hidrolizom ksenon-tetrafluorida u vodenom rastvoru sumporne kiseline: 
{\displaystyle {\ce {XeF4 + 2H2O -> XeO2 + 4HF}}}

## Struktura
XeO
2 ima proširenu (lančanu ili mrežnu) strukturu u kojoj ksenon i kiseonik imaju koordinacione brojeve četiri odnosno dva. Geometrija na ksenonu je kvadratna ravna, u skladu sa VSEPR teorijom za četiri liganda i dva usamljena para (ili AX4E2 u notaciji teorije VSEPR).
Pored toga, Piikko i Tamm su nekoliko godina ranije predvideli postojanje molekula XeO2 itio metodom kvantne hemije, ali ovi autori nisu razmatrali proširenu strukturu. 

## Svojstva
XeO
2 je žuto-narandžasta čvrsta supstanca.  To je nestabilno jedinjenje, sa poluživotom od oko dva minuta, nesrazmerno u XeO
3 i ksenon gasom. Njegova struktura i identitet potvrđeni su hlađenjem na −150 °C (−238 °F; 123 K) kako bi se mogla izvršiti Ramanova spektroskopija pre nego što se razgradi. 
Na −78 °C (−108 °F; 195 K), većina XeO2 se razgradila tokom perioda od 72 sata, što je identifikovano bledenjem originalnog žutog proizvoda do bledo žute boje. Skoro sva žuta boja koja ukazuje na čisti XeO2 nestala je u periodu od jedne nedelje. 
3 XeO2 → Xe + 2 XeO3

## Povezani članci
- Hemija plemenitih gasova